# Малая ночница
Малая ночница (лат. Myotis muricola) — вид летучих мышей рода ночницы (Myotis) семейства гладконосые летучие мыши (Vespertilionidae). 
Вид распространён в Азии. Встречается в первичных и вторичных средних, горных и равнинных лесах, кустарниках и садах от уровня моря до 1600 метров над уровнем моря. Убежище устраивает отдельно или в небольших группах по несколько особей среди туго свернутых листьев лиственных деревьев, особенно бананов, а также в пещерах и дуплах деревьев. Это быстрый и ранний летун.